# ТЕС Такета (U Energy)
16°48′41″ пн. ш. 96°13′42″ сх. д. / 16.81139° пн. ш. 96.22833° сх. д.
ТЕС Такета (U Energy) – теплова електростанція в головному економічному центрі М’янми місті Янгоні.
В 2018 році на майданчику станції став до ладу один енергоблок комбінованого парогазового циклу потужністю 106 МВт, в якому дві газові турбіни живлять через відповідну кількість котлів-утилізаторів одну парову турбіну.
Як паливо станція використовує природний газ, що, зокрема, може надходити до Янгону по трубопроводах Ядана – Янгон та Канбаук – Янгон.
Проект спільно реалізували компанії U Energy Thaketa Power та China's Union Resources and Engineering (UREC), а також Міністерство електроенергетики М’янми.
Можливо відзначити, що електростанція U Energy розташована біч-о-біч з майданчиками, на яких створені державна ТЕС Такета (діє з 1990 року, 92 МВт), ТЕС Такета від компанії Max Power (2013 рік, 50 МВт), ТЕС Такета від CIC (2015 рік, 54 МВт) та ТЕС Такета компанії VPower.